# Dębiny Osuchowskie
Dębiny Osuchowskie – wieś w Polsce położona w województwie mazowieckim, w powiecie żyrardowskim, w gminie Mszczonów.
Wieś wchodzi w skład sołectwa Osuchów
W latach 1975–1998 miejscowość administracyjnie należała do województwa skierniewickiego.
Na terenie wsi leżą źródła rzeki Jeziorki. Znajduje się tu też przez dłuższy czas nieeksploatowana żwirownia (w 2008 roku po kilkunastu latach przerwy ponownie rozpoczęły się prace eksploatacyjne).